# Saint-Privat-des-Vieux
Saint-Privat-des-Vieux é uma comuna francesa na região administrativa de Occitânia, no departamento de Gard. Estende-se por uma área de 15,8 km². Em 2010 a comuna tinha 5 344 habitantes (densidade: 338,2 hab./km²).